# Frank Linke-Crawford
 Frank Linke-Crawford (Krakkó, 1893. augusztus 18. – Guia, 1918. július 31.) az Osztrák–Magyar Monarchia negyedik legtöbb, összesen 27 légi győzelmet arató ászpilótája az első világháborúban.

## Élete
Frank Linke-Crawford 1893. augusztus 18-án született Krakkóban. Apja az osztrák Adalbert Linke őrnagy, anyja az angol származású Lucy Crawford volt. Apja példáját követve 1910-ben beiratkozott a bécsújhelyi Mária Terézia Katonai Akadémiára és 1913-ban a nagyrészt cseh nemzetiségű katonákból álló 6. dragonyosezredben kezdte el szolgálatát. Az első világháború kitörése után az orosz frontra került, ahol 1914 novemberében kinevezték az ezredben újonnan létrehozott egyik gyalogosszázad parancsnokává. Vérhassal, tífusszal és maláriával több alkalommal is kórházba került, majd 1915 késő nyarán kérte áthelyezését a Légjárócsapatokhoz. Elvégezte a megfigyelőtiszti tanfolyamot és 1916 márciusában a keleti fronton állomásozó 22. repülőszázadhoz került. Főleg felderítő, tüzérségi tűzvezető és bombázó feladatokat látott el, 1916 szeptemberében pedig jelentkezett pilótatanfolyamra. A következő év januárjában parancsnokhelyettessé nevezték ki az olasz fronton harcoló 12. repülőszázadhoz. Bár jó és bátor pilótának tartották, a Flik 12-nél nem sikerült egyetlen ellenséges repülőt sem lelőnie. Egy alkalommal egy légi csata után 68 golyónyomot számoltak össze a gépén, augusztus 2-án pedig egy összecsapás után kényszerleszállást kellett végrehajtania. 1917. augusztus 4-én átkerült a 41. vadászrepülő-századhoz, amelynek Godwin Brumowski volt a parancsnoka.  
Első légi győzelmét 1917. augusztus 21-én aratta, Hansa-Brandenburg D.I-ével a Monte Santo fölött lelőtt egy olasz Nieuportot. Ezután sorra került ki győztesen a légicsatákból; egy hónappal később, szeptember 23-án egy repülőcsónak megsemmisítésével kiérdemelte az öt győzelemért járó ászpilótai státuszt. 1917 novembere különösen sikeres volt a számára, kétszer is sikerült dupláznia. November 5-én Brumowskival és Szepessy-Sokoll Rudolffal egy kötelékben két Macchi L.3 repülőcsónakot kényszerített vízre; 23-án pedig Cortelazzo környékén Brumowskival közösen két Nieuport vadászgépet lőttek ki.     
1917 decemberében már mint 13 győzelemmel rendelkező híres vadászpilótát helyezték a 60. vadászrepülő-század élére. Julius Arigi 1977-ben így nyilatkozott parancsnoki kvalitásairól: Linke repülőként és emberként is párját ritkította. Minden lehetséges támogatást megadott az emberei számára és az esetek nagy többségében figyelmen kívül hagyta azokat a szabályokat, amelyek alkalmanként már-már lehetetlenné tették a tisztek és legénységi állományúak közötti hatékony együttműködést. Előfordult, hogy egy-egy biztosnak tűnő légi győzelem kivívását átengedte a tapasztalatlanabb pilótáknak. Nem csoda hát, hogy a beosztottai akár tűzbe is mentek volna érte.
Parancsnokként első sikereit 1918. január 10-én érte el, amikor Kurt Gruber társaságában a Brenta folyó völgyében egy olasz Sopwith felderítőt és egy Nieuport vadászt kényszerítettek földre. Márciusban a század a hegyek közötti Grigno repülőteréről átköltözött a síkvidéki Feltrébe és új, Aviatik D.I típusú vadászgépeket is kaptak. Linke itt kapta becenevét, a repülőgépe oldalát díszítő sólyommotívum után Feltrei Sólyomnak hívták. Május 10-én sikerült újabb duplázást végrehajtania, Levico légterében egy brit Bristol F.2b-t, valamivel később egy Sopwith Camelt lőtt le. Utolsó, 27. légi győzelmét 1918. július 29-én aratta Valstagna vidékén egy Bristol F.2b ellen.  
1918. július 31-én három másik géppel együtt repült kötelékben, amikor három brit Sopwith Camellel kerültek szembe. A légiharc során Linke-Crawford eltávolodott a többiektől és két olasz Hanriot HD.1 is rátámadt. Egy dugóhúzó-manőver után feltehetően megsérült a szárnyszerkezete, mert utána már csak egyenesen tudott repülni és a két olasz pilótának (Aldo Astolfi tizedesnek vagy Ciampitti őrmesternek, a végső géppuskasorozat joga vitatott) nem volt nehéz dolga, hogy kilőjék Linke Aviatikját, amely még a levegőben szétesett. Marburg katonai temetőjében temették el, majd miután a háború után Szlovénia Jugoszláviához került, áthelyezték Salzburgba. 

## Kitüntetései

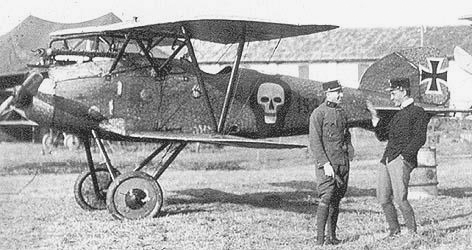
Linke-Crawford (jobbra) és Godwin Brumowski (balra) Brumowski Albatros D.III-asa előtt

- Vaskorona-rend III. osztálya hadidíszítménnyel, kardokkal
- Tiszti Arany Vitézségi Érem
- Katonai Érdemkereszt III. osztálya hadidíszítménnyel, kardokkal
- Ezüst Katonai Érdemérem hadiszalagon, kardokkal
- Bronz Katonai Érdemérem hadiszalagon, kardokkal

## Légi győzelmei
| Sorszám | Dátum                | Beosztási hely   | Repülőgép             | Ellenfél       |
| 1.      | 1917. augusztus 21.  | 41. vadászszázad | Hansa-Brandenburg D.I | Nieuport Scout |
| 2.      | 1917. augusztus 22.  | 41. vadászszázad | Hansa-Brandenburg D.I | Savoia-Pomilio |
| 3.      | 1917. augusztus 23.  | 41. vadászszázad | Hansa-Brandenburg D.I | Savoi-Pomilio  |
| 4.      | 1917. augusztus 26.  | 41. vadászszázad | Hansa-Brandenburg D.I | SPAD 1         |
| 5.      | 1917. szeptember 23. | 41. vadászszázad | Hansa-Brandenburg D.I | Seaplane       |
| 6.      | 1917. október 9.     | 41. vadászszázad | Albatros D.III        | Ballon         |
| 7.      | 1917. október 23.    | 41. vadászszázad | Albatros D.III        | Savoia-Pomlio  |
| 8.      | 1917. november 5.    | 41. vadászszázad | Albatros D.III        | Macchi L3      |
| 9.      | 1917. november 5.    | 41. vadászszázad | Albatros D.III        | Macchi L3      |
| 10.     | 1917. november 23.   | 41. vadászszázad | Albatros D.III        | Nieuport Scout |
| 11.     | 1917. november 23.   | 41. vadászszázad | Albatros D.III        | Nieuport Scout |
| 12.     | 1917. december 10.   | 41. vadászszázad | Albatros D.III        | Nieuport Scout |
| 13.     | 1917. december 13.   | 41. vadászszázad | Albatros D.III        | Ballon         |
| 14.     | 1918. január 10.     | 60. vadászszázad | Phönix D.I            | SAML 2         |
| 15.     | 1918. január 10.     | 60. vadászszázad | Phönix D.I            | Nieuport Scout |
| 16.     | 1918. január 29.     | 60. vadászszázad | Phönix D.I            | SIA 7b         |
| 17.     | 1918. február 2.     | 60. vadászszázad | Phönix D.I            | Two-Seater     |
| 18.     | 1918. február 3.     | 60. vadászszázad | Phönix D.I            | Nieuport Scout |
| 19.     | 1918. február 24.    | 60. vadászszázad | Phönix D.I            | Savoia-Pomilio |
| 20.     | 1918. március 11.    | 60. vadászszázad | Phönix D.I            | Sopwith Scout  |
| 21.     | 1918. május 10.      | 60. vadászszázad | Hansa-Brandenburg D.I | Bristol F.2b   |
| 22.     | 1918. május 10.      | 60. vadászszázad | Hansa-Brandenburg D.I | Scout          |
| 23.     | 1918. május 11.      | 60. vadászszázad | Hansa-Brandenburg D.I | Sopwith Camel  |
| 24.     | 1918. június 1.      | 51. vadászszázad | Hansa-Brandenburg D.I | Sopwith Camel  |
| 25.     | 1918. június 15.     | 51. vadászszázad | Hansa-Brandenburg D.I | Sopwith Camel  |
| 26.     | 1918. június 21.     | 51. vadászszázad | Hansa-Brandenburg D.I | Sopwith Camel  |
| 27.     | 1918. július 29.     | 51. vadászszázad | Hansa-Brandenburg D.I | Bristol F2.b   |